# Dick Farney
Farnésio Dutra e Silva, conocido por su nombre artístico Dick Farney (Río de Janeiro, 14 de noviembre de 1921-São Paulo, 4 de agosto de 1987), fue un cantante, pianista y compositor brasileño.

## Biografía
Comenzó a tocar el piano en su niñez, cuando aprendió música clásica con su padre, mientras su madre le enseñaba a cantar.
En 1937, debutó como cantante en el programa Hora Juvenil, de la radio Cruzeiro do Sul de Río de Janeiro, cuando interpretó la canción «Deep Purple», compuesta por Peter DeRose. Fue llevado por César Ladeira a Rádio Mayrink Veiga, comenzando a presentar el programa Dick Farney, a Voz e o Piano. El conjunto Os Swing Maníacos, formado por Dick, tuvo a su lado a su hermano Cyll Farney, en la batería, y acompañó a Edu da Gaita en la grabación de la canción " Canção da Índia ", del compositor ruso Nikolái Rimski-Kórsakov (1844–1908).
De 1941 a 1944, fue crooner de la orquesta de Carlos Machado, en el Cassino da Urca, en la época en que se permitía el juego en Brasil.
En 1946, fue invitado a los Estados Unidos, luego de conocer al arreglista Bill Hitchcock y al pianista Eddie Duchin, en el Hotel Copacabana Palace. Durante este período, grabó el famoso tema de jazz «Tenderly». Su suave versión de la canción «Copacabana», grabada en julio de ese año en un estilo que presagia la bossa nova, lo hizo conocido como uno de los primeros cantantes de encanto en lengua portuguesa.
Entre 1947 y 1948, hizo varias apariciones en NBC Radio, sobre todo como cantante habitual en el programa del comediante Milton Berle. En 1948, actuó con éxito en el club nocturno Vogue de Río.
En 1956 graba en vivo el espectáculo «Meia-Noite em Copacabana», al estilo de Broadway, editado por el sello Polydor, con temas estadounidenses y brasileños, que es considerado un hito para la bossa nova, por la mezcla de samba y jazz. En 1959, The Dick Farney Show se mostró en TV Record en São Paulo. En 1960, formó la banda Dick Farney e sua Orquestra, que animó muchos bailes. En 1964, con el advenimiento de la bossa nova, graba, por invitación de Aloysio de Oliveira, para el sello Elenco, el disco Dick Farney (Elenco ME-15), con la participación especial de Norma Bengell en el tema solista «Vou Por Aí» (Baden Powell y Aloysio de Oliveira) y a dúo en el tema «Você» (Roberto Menescal y Ronaldo Bôscoli).
En 1965, presentó el programa Dick and Betty en la recién inaugurada TV Globo de Río de Janeiro, junto a Betty Faria. Ese mismo año, volvió a grabar su segundo disco para Elenco, el LP Dick Farney: Piano, Gaya: Orquestra. Entre 1977 y 1987, Gogô se convirtió en su pianista acompañante.
Era dueño de los clubes nocturnos Farney's y Farney's Inn, ambos en São Paulo. En 1971 formó un trío con Sabá (contrabajo) y Toninho Pinheiro (batería). Entre 1973 y 1978 tocó el piano y cantó en la discoteca Chez Régine, también en São Paulo, donde moriría, víctima de un edema pulmonar, en 1987, a los 65 años.

## Discografía parcial
- 1962: Dick Farney Jazz (RGE)
- 1964: Dick Farney (Elenco)
- 1967: Dick Farney: Orquesta de piano: Gaya (Elenco)
- 1972: Penumbra Romance (participación de Lúcio Alves) (London)
- 1974: Um Piano Ao Cair Da Tarde (Odeon)
- 1976: Tudo Isto É Amor (con Claudette Soares) (Odeon)

## Composiciones
- 1955: «Sonhando com Shearing»
- 1955: Sin nombre

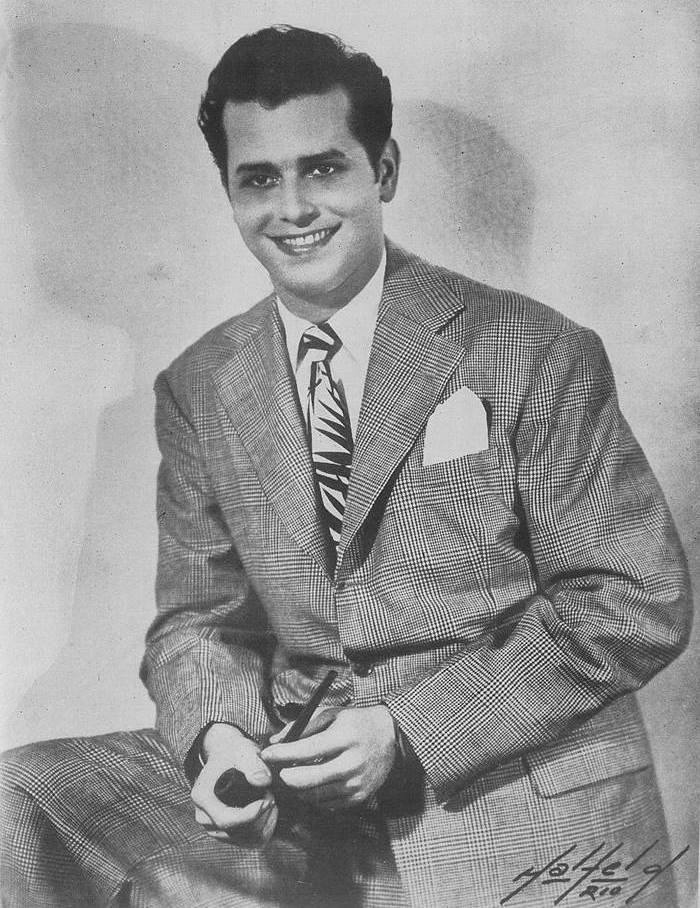
Dick Farney en 1947.

- 1956: «Farney's Blues», con el Dick Farney Trio

## Filmografía
| Año  | Título                       | Personaje |
| ---- | ---------------------------- | --------- |
| 1950 | Somos Dois                   | Loco      |
| 1952 | Carnaval Atlântida           | -         |
| 1953 | Perdidos do Amor             | Gala      |
| 1954 | Malandros em Quarta Dimensão | Cantante  |
| 1960 | Aí Vem a Alegria             | -         |